# Upytė (horní přítok Nevėžisu)
Upytė je řeka ve střední Litvě. Teče v okrese Panevėžys. Je to levý přítok řeky Nevėžis. Je 39,5 km dlouhá. Pramení na jižním okraji lesa Mėtytinių miškas 1 km na severovýchod od obce Daniūnai, na jižním okraji okresu Panevėžys.

## Průběh toku
Teče zpočátku směrem severoseverozápadním, před průtokem rybníkem Šambalioniškio tvenkinys se stáčí k západu, u Naujadvarisu se stáčí zpět do směru severoseverozápadního, přičemž protéká městem Ramygala, kde se křižuje s dálnicí A8/E67, jinak zvanou Via Baltica, dále protéká obcí Ėriškiai, kde je pomník meliátorům, v parku je balvan Velnio kulnis (Čertova pata) neboli Puntuko anūkas (vnuk Puntuka), v této obci řeka protéká rybníkem Ėriškių tvenkinys (hráz 16,4 km od ústí, plocha 16,1 ha) a vzápětí již za obcí rybníkem Stepononių tvenkinys (plocha 59 ha). Tento rybník je ve tvaru rozšířeného koryta – tedy úzký a dlouhý; v jeho středu se rybník/řeka stáčí ostře k západu. 1 km za hrází, po soutoku s říčkou Vešeta se stáčí k jihu a teče podél východního kraje silnice č. 195 Krekenava – Upytė – Panevėžys, se kterou se křižuje u vsi Naujarodžiai v blízkosti soutoku s řekou Nevėžis, do které se vlévá jako levý přítok u vsi Grinkai 101,1 km od jejího soutoku s Němenem. Dolní tok spadá do ChKO Upytės geomorfologinis draustinis.

## Přítoky
- Levé:

| Hydrologické pořadí | Řeka     | Délka (km) | Povodí (km²) | Vzdálenost od ústí (km) | Ústí kde   | Koordináty ústí                  |
| ------------------- | -------- | ---------- | ------------ | ----------------------- | ---------- | -------------------------------- |
| 13010462            | Uslaja   | 3,8        | 19,1         | 33,1                    | Miškiniai  | 55°29′34″ s. š., 24°20′29″ v. d. |
| 13010465            | U-7      | 4,2        | 4,5          | 31,0                    |            |                                  |
| 13010466            | Oželiškė | 10,1       | 22,3         | 27,0                    | Ramygala   | 55°31′34″ s. š., 24°17′9″ v. d.  |
| 13010469            | U-5      | 6,2        | 8,9          | 26,8                    |            |                                  |
| 13010474            | U-3      | 4,8        | 5,4          | 22,8                    |            |                                  |
| 13010476            | U-1      | 1,3        | 0,4          | 18,3                    |            |                                  |
| 13010485            | Dūkinė   | 3,2        | 8,0          | 7,1                     | Margioniai | 55°35′23″ s. š., 24°10′47″ v. d. |
| 13010486            | Liaušė   | 12,5       | 23,6         | 4,5                     | Iciūnai    | 55°34′47″ s. š., 24°10′19″ v. d. |

- Pravé:

| Hydrologické pořadí | Řeka    | Délka (km) | Povodí (km²) | Vzdálenost od ústí (km) | Ústí kde                     | Koordináty ústí                  |
| ------------------- | ------- | ---------- | ------------ | ----------------------- | ---------------------------- | -------------------------------- |
| 13010461            | U-4     | 7,6        | 10,9         | 33,5                    | Miškiniai                    | 55°29′34″ s. š., 24°20′52″ v. d. |
| 13010471            | Obelinė | 6,4        | 23,3         | 23,4                    | Masiokai                     | 55°32′56″ s. š., 24°16′40″ v. d. |
| 13010475            | U-2     | 4,4        | 6,1          | 21,5                    |                              |                                  |
| 13010477            | Linelis | 8,6        | 8,7          | 17,8                    | Ėriškiai                     | 55°33′50″ s. š., 24°15′58″ v. d. |
| 13010478            | Dubulė  | 5,7        | 10,1         | 13,5                    | rybník Stepanionių tvenkinys | 55°36′44″ s. š., 24°14′27″ v. d. |
| 13010479            | Vešeta  | 8,8        | 48,5         | 9,0                     | Levaniškis II                | 55°36′24″ s. š., 24°11′24″ v. d. |

## Jazykové souvislosti
Obecné slovo upytė je v litevštině zdrobnělina rodu ženského a znamená říčka.